# Krowiarki (gmina)

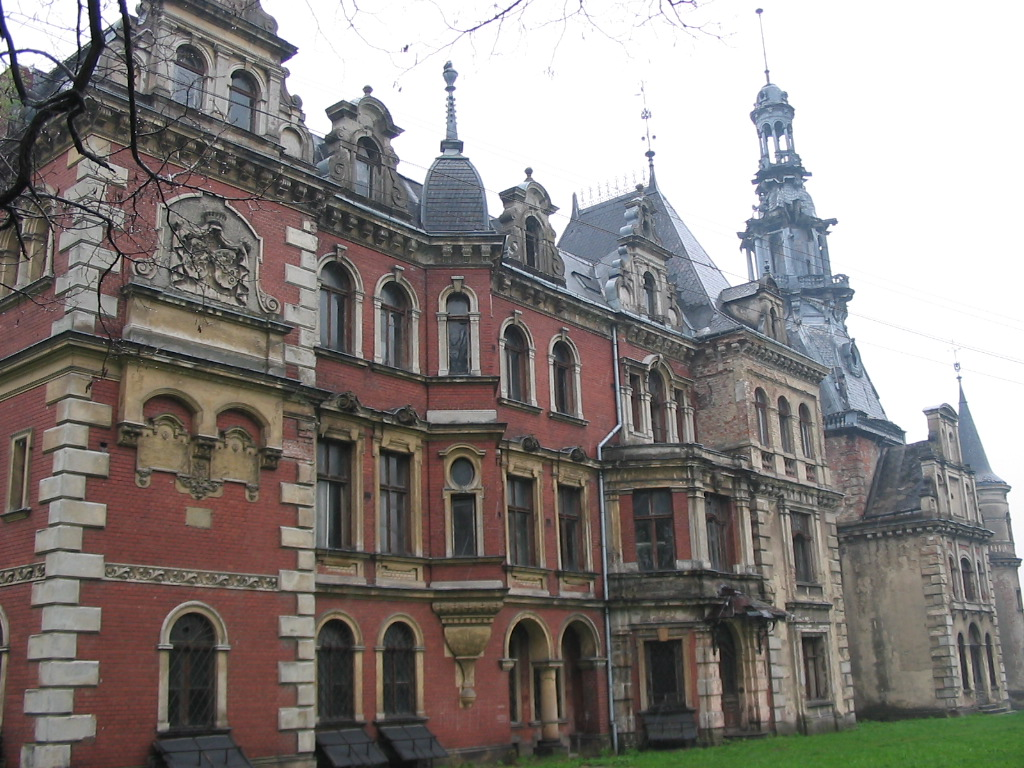
Pałac w Krowiarkach

Krowiarki (1945–1946 Krawarz Polski) – dawna gmina wiejska istniejąca w latach 1945–1954 w woj. śląskim i woj. opolskim (dzisiejsze woj. śląskie). Siedzibą władz gminy były Krowiarki.
Gmina zbiorowa Krawarz Polski powstała po II wojnie światowej (w grudniu 1945) w powiecie raciborskim na terenie tzw. Ziem Odzyskanych (tzw. I okręg administracyjny – Śląsk Opolski), powierzonym 18 marca 1945 administracji wojewody śląskiego, a z dniem 28 czerwca 1946 przyłączonym do woj. śląskiego (śląsko-dąbrowskiego).
Według stanu z 1 stycznia 1946 gmina składała się z 6 gromad: Krawarz Polski, Dołędzin, Jastrzębie, Kołomyja, Maków i Pawłów. 6 lipca 1950 zmieniono nazwę woj. śląskiego na katowickie; równocześnie gmina Krowiarki wraz z całym powiatem raciborskim weszła w skład nowo utworzonego woj. opolskiego.
Według stanu z 1 lipca 1952 gmina składała się z 6 gromad: Dolędzin, Jastrzębie, Krowiarki, Maków, Pawłów i Sławienko (Kołomyja). Gmina została zniesiona 29 września 1954 wraz z reformą wprowadzającą gromady w miejsce gmin. Jednostki nie przywrócono 1 stycznia 1973 wraz z kolejną reformą reaktywującą gminy.